# Borborygmus
Mit Borborygmus (altgriechisch βορβορυγμός ‚Bauchknurren‘) werden kollernde und gurrende Darmgeräusche, bedingt durch die Bewegungen des mit Gas und Flüssigkeit gemischten Darminhalts, bezeichnet. Diese Geräusche sind ein normaler Bestandteil der Verdauung und treten regelmäßig bei gesunden Menschen auf. Sie kommen auch bei Verdauungsstörungen (Maldigestion) vor; beim paralytischen Darmverschluss (Ileus) fehlen sie hingegen. Beim migrierenden motorischen Komplex entsteht das Magenknurren.